# Sharon Fichman
Sharon Fichman (Toronto, 3 de diciembre de 1990) es una jugadora de tenis canadiense. Su mejor ranking (77) (según la WTA) lo obtuvo el 19 de mayo de 2014.
Jugó un partido en los $ 100k en Trnava en mayo de 2016, perdiendo en la segunda ronda de clasificación ante Ágnes Bukta,  desde entonces, estuvo inactiva durante un período de casi dos años.
En abril de 2018, Fichman regresó al circuito profesional a los 27 años, jugando en dobles en el evento de $60k en Indian Harbour Beach. Llegó a cuartos de final con su compañera Jamie Loeb.

## Historia
Sus padres, Julia y Bobby, emigraron de Rumania a Israel y después, en 1989 hacia Canadá. Bobby fue una jugadora de tenis semi-profesional pero luego se convirtió en ingeniera nuclear.
Su ídolo es Justine Henin.

## Títulos WTA (4; 0+4)

### Dobles (4)
| Leyenda                               |
| ------------------------------------- |
| Grand Slam (0)                        |
| WTA Tour Championships (0)            |
| P. Mandatory &Premier 5, WTA 1000 (1) |
| Premier, WTA 500 (0)                  |
| International, WTA 250 (3)            |

| N.º | Fecha               | Torneo    | Superficie    | Pareja              | Oponentes                               | Marcador final      |
| --- | ------------------- | --------- | ------------- | ------------------- | --------------------------------------- | ------------------- |
| 1.  | 4 de enero de 2014  | Auckland  | Dura          | María Sánchez       | Lucie Hradecká Michaëlla Krajicek       | 2-6, 6-0, [10-4]    |
| 2.  | 28 de julio de 2019 | Jūrmala   | Tierra batida | Nina Stojanović     | Jeļena Ostapenko Galina Voskoboeva      | 2-6, 7-6(1), [10-6] |
| 3.  | 8 de marzo de 2020  | Monterrey | Dura          | Kateryna Bondarenko | Miyu Kato Yafan Wang                    | 4-6, 6-3, [10-7]    |
| 4.  | 16 de mayo de 2021  | Roma      | Tierra batida | Giuliana Olmos      | Kristina Mladenovic Markéta Vondroušová | 4-6, 7-5, [10-5]    |

#### Finalista (4)
| N.º | Fecha                 | Torneo    | Superficie    | Pareja              | Oponentes                          | Marcador final      |
| --- | --------------------- | --------- | ------------- | ------------------- | ---------------------------------- | ------------------- |
| 1.  | 9 de mayo de 2009     | Estoril   | Tierra batida | Katalin Marosi      | Raquel Kops-Jones Abigail Spears   | 6-2, 3-6, [5-10]    |
| 2.  | 19 de febrero de 2011 | Bogotá    | Tierra batida | Laura Pous          | Edina Gallovits-Hall Anabel Medina | 6-2, 6-7(6), [9-11] |
| 3.  | 25 de mayo de 2019    | Núremberg | Tierra batida | Nicole Melichar     | Gabriela Dabrowski Xu Yifan        | 6-4, 6-7(5), [5-10] |
| 4.  | 29 de febrero de 2020 | Acapulco  | Dura          | Kateryna Bondarenko | Desirae Krawczyk Giuliana Olmos    | 3-6, 6-7(5)         |

## Grand Slam Júnior (2)

### Dobles
| Año  | Torneo          | Superficie | Compañera                | Oponentes                              | Marcador         |
| ---- | --------------- | ---------- | ------------------------ | -------------------------------------- | ---------------- |
| 2006 | Australian Open | Carpeta    | Anastasia Pavlyuchenkova | Alizé Cornet Corinna Dentoni           | 6-2, 6-2         |
| 2006 | Roland Garros   | Arcilla    | Anastasia Pavlyuchenkova | Agnieszka Radwańska Caroline Wozniacki | 6-7(4), 6-2, 6-1 |